# Primož Kozmus
Primož Kozmus (Novo Mesto, 30. rujna 1979.), slovenski bacač kladiva i bivši olimpijski pobjednik i svjetski prvak u toj disciplini. 
Na Olimpijskim igrama 2008. u Pekingu, Kozmus je osvojio zlatnu medalju u bacanju kladiva ispred Bjelorusa Vadima Devjatovskog i Ivana Tihona. Ta zlatna medalja je prva zlatna medalja za Sloveniju u atletici. Četiri godine na olimpijadi u Londonu osvojio je srebrenu medalju.
Njegov osobni, ali i državni, rekord iznosi 82,30 metra, a postavljen je 2007. u Bydgoszczu.
Dana 7. lipnja 2009. godine Primož je objavio da prekida svoju karijeru.  Nakon malo više od godinu dana stanke objavio je da se vraća treninzima kako bi sudjelovao na Olimpijskim igrama u Londonu.

## Vanjske poveznice
- Službena stranica Primoža Kozmusa  Arhivirana inačica izvorne stranice od 11. listopada 2009. (Wayback Machine)